# 青森県道203号常海橋銀線
青森県道203号常海橋銀線（あおもりけんどう203ごう じょうかいばししろがねせん）は、青森県北津軽郡板柳町から青森市浪岡に至る一般県道である。

## 概要
北津軽郡板柳町常海橋で青森県道196号五林平藤崎線から分岐し、南津軽郡藤崎町福館を経由して青森市浪岡大字下十川で青森県道285号浪岡藤崎線に合流する。

### 路線データ
- 起点：北津軽郡板柳町大字常海橋[1]
- 終点：青森市浪岡大字銀[1]

## 歴史
- 1961年（昭和36年）2月10日 - 県道に認定される[1]。

## 地理

### 通過する自治体
- 北津軽郡板柳町
- 南津軽郡藤崎町
- 青森市

### 交差する道路
- 青森県道196号五林平藤崎線（=五所川原広域農道重複）（北津軽郡板柳町大字常海橋、起点）
- 青森県道196号五林平藤崎線（北津軽郡板柳町大字常海橋）
- 青森県道34号五所川原浪岡線（青森市浪岡大字樽沢）
- 青森県道285号浪岡藤崎線（青森市浪岡大字銀、終点）

### 沿線の施設
- 青森南警察署 樽沢交番
- 樽沢郵便局